# Diálogo
Diálogo (em grego clássico: διάλογος diálogos) é uma troca conversacional escrita ou falada entre duas, ou mais pessoas e uma forma literária e teatral que retrata essa troca. Como ferramenta filosófica ou didática, o diálogo está principalmente associado no Ocidente ao diálogo socrático desenvolvido por Platão, mas antecedentes também são encontrados em outras tradições, incluindo a literatura indiana.
Muitos acreditam erroneamente que "di" significaria "dois", e portanto a palavra se limitaria à conversa entre duas pessoas. No entanto, a palavra, que vem do grego, é formada pelo prefixo dia-, que significa "por intermédio de", e por logos, que significa "palavra". Ou seja, "por meio da palavra", designando "conversa" ou "conversação". Embora se desenvolva a partir de pontos de vista diferentes, o verdadeiro diálogo supõe um clima de boa vontade e compreensão recíproca. Como um gênero, os diálogos mais antigos remontam no Oriente Médio e Ásia ao ano de 1433 no Japão, com disputas sumérias preservadas em cópias a partir do final do terceiro milênio a.C.

## Estrutura
Estruturalmente o diálogo classifica-se em:
- Discurso direto

| Exemplo — Onde esta vovó? perguntou ela com a voz fraca. — Esta lá pra dentro, respondeu o moleque cruzando os braços. — Olha, Benedito! dize-lhe que... Está bom, não lhe digas coisa alguma... Aluísio Azevedo, o Mulato, Cap. XV |

- Discurso indireto

- - Discurso indireto livre

- Monólogo interior

- Solilóquio

Benveniste (2006)  de discurso, que denomina de comunhão fática, e reconhece que deveria ser estudada no contexto da enunciação. Para esse linguista, as palavras, na comunhão tática, preenchem uma função social e esse é o seu principal objetivo, mas não são o resultado de reflexão intelectual nem despertam, necessariamente, qualquer espécie de reflexão no ouvinte. Por que então a conversa resiste às convenções e as etiquetas impostas pelo mundo da objetividade? Na Internet, é comum a manutenção de salas específicas para conversas, mesmo em espaços destinados a temas formais e acadêmicos, uma espécie de resgate no espaço virtual dos cafés que desde o século 32sas eram considerados verdadeiros centros de comunicação oral, Istambul era famosa nesse século por seus 600 cafés.
Dialogo é:
Uma conversa entre duas ou mais pessoas onde deverá sempre ocorrer uma troca de ideias para se chegar a um bom entendimento;
Obra literária ou cientifica em forma de conversação;
Alternância de dois factores complementares um do outro.